# Jabberwocky

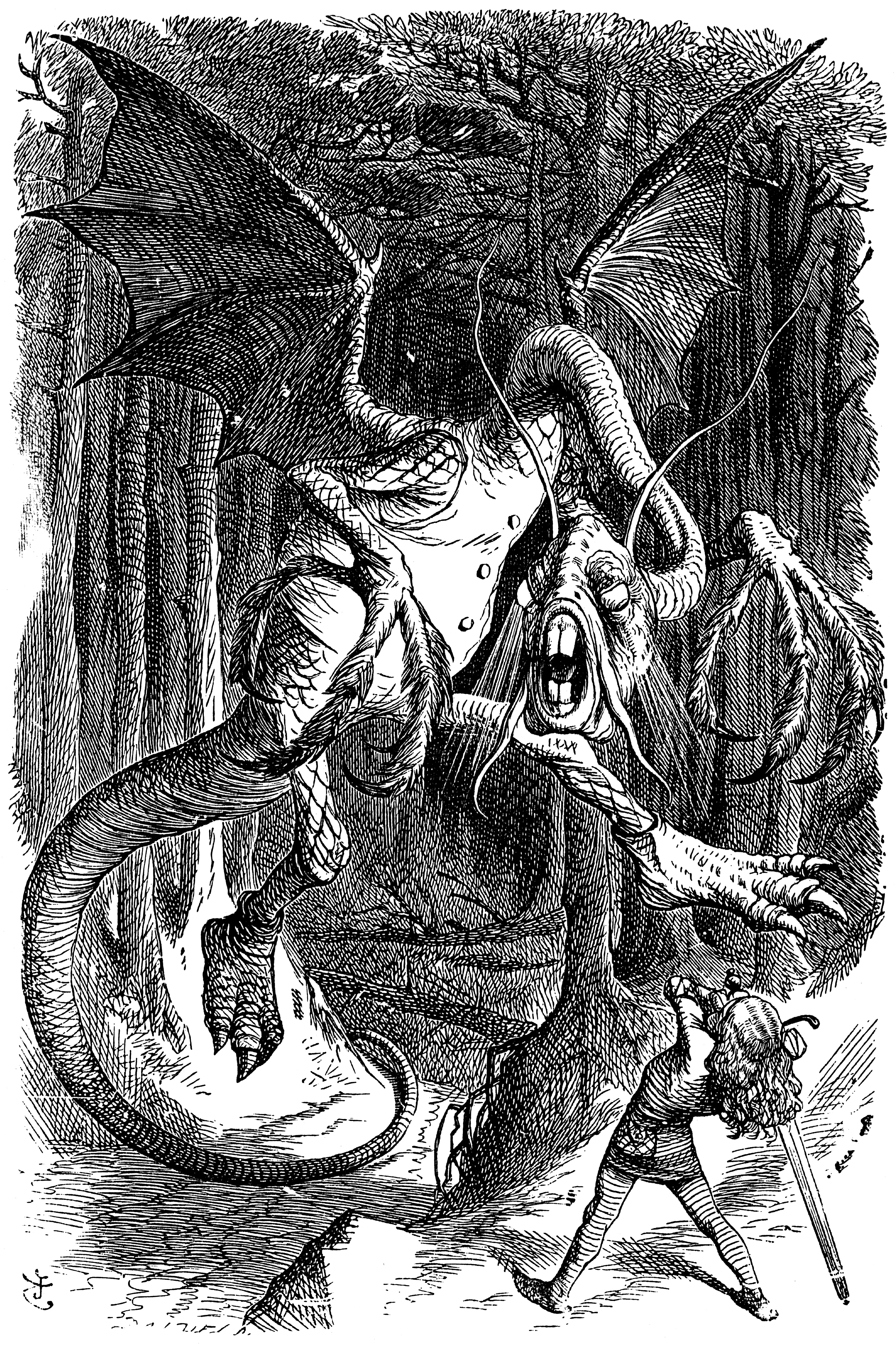
Monstret Jabberwocky, tecknat av John Tenniel.

Jabberwocky är titeln på en dikt av Lewis Carroll och handlar om ett monster med samma namn. Dikten, som återfinns i Alice i Spegellandet, är genom sitt fantasirika och friska språk en favorit bland översättare. Många ord i dikten är direkt påhittade.
I svenska översättningar har Jabberwocky kallats antingen "Jabberwock" eller någon variation på "tjattra" eller "snattra", som "Tjatterslå" eller "Tjatterskott". Den engelska versionen innehåller många teleskopord.

## Verk inspirerade av Carrolls "Jabberwocky"
Verk inspirerade av Carrolls skapelse "Jabberwocky" har synts i olika sammanhang, inklusive som titeln på en teaterpjäs, en tidning, en TV-serie, en animerad film av Jan Švankmajer (1971) och en TV-film från 2010 av Steven R. Monroe (betitlad Jabberwock). Terry Gilliams film från 1977 fick i svensk översättning titeln Stackars Dennis.
Mike Batts album och musikal The Hunting of the Snark (1987) – baserad på Carrolls dikt med samma namn – innehåller ett antal referenser till ord, namn och formuleringar i "Jabberwocky".